# Communauté de communes du plateau de Lommoye
La communauté de communes du plateau de Lommoye (CCPL) est une ancienne communauté de communes française, située dans le département des Yvelines et la région Île-de-France.

## Histoire
La communauté de communes du plateau de Lommoye a été créée par arrêté préfectoral du 19 décembre 2005.
Elle est finalement englobée dans la communauté de communes des Portes de l’Île-de-France le 1er janvier 2017.

## Composition
La communauté de communes du plateau de Lommoye regroupait dix communes, totalisant 6372 habitants :
- Bréval,
- Boissy-Mauvoisin,
- Chaufour-lès-Bonnières,
- Cravent,
- Lommoye,
- Ménerville,
- Neauphlette,
- Saint-Illiers-le-Bois,
- Saint-Illiers-la-Ville,
- La Villeneuve-en-Chevrie.